# Karavastai-lagúna
A Karavastai-lagúna (albánul: Laguna e Karavastasë) Albánia legnagyobb, a Földközi-tenger egyik legnagyobb lagúnája, területe 45 km². A Divjaka–Karavasta Nemzeti Park része, emellett rámszari terület is.

## Leírása

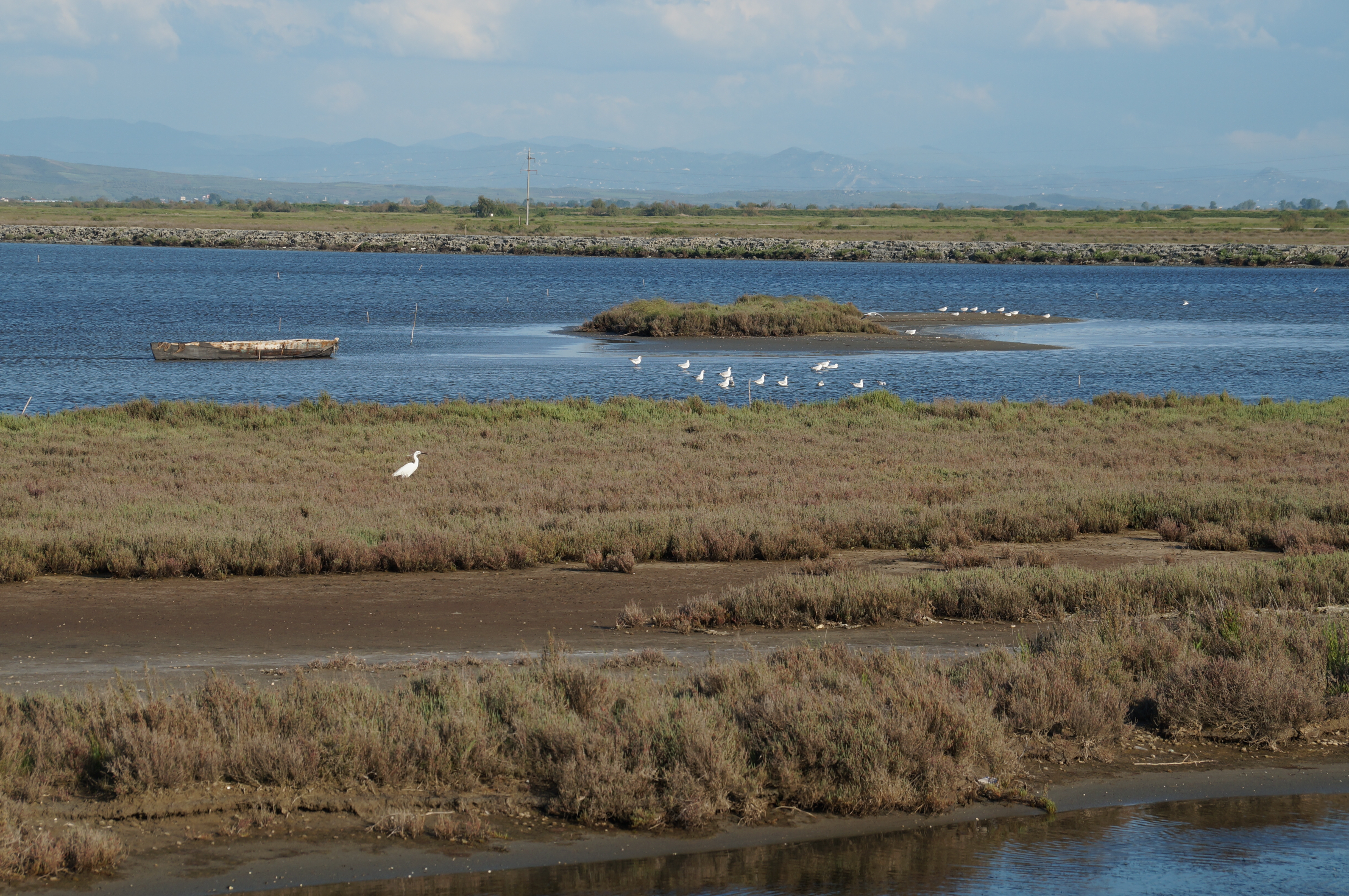
Madarak a Karavastai-lagúnában

A Karavastai-lagúna Lushnjától 20 km-re, Divjaka közelében, a Myzeqeja síkság tengerpartján terül el. Az Adriai-tengertől egy nagy homokturzás választja el. Karavasta környéke számos fenyőfának és kis homokos szigetnek ad otthont. A terület a borzas gödények legnyugatibb fészkelőhelye, a madarak teljes európai populációjának mintegy 6,4%-a él itt. A lagúna mentén a mediterrán éghajlat tipikus növényzete található, többek között fenyvesek, keménylombú erdők, valamint macchia.
A lagúna 2007 óta a Divjaka–Karavasta Nemzeti Park határain belül helyezkedik el, és a rámszari egyezmény alapján nemzetközi jelentőségű vizes élőhelynek minősül. A lagúnát a BirdLife International fontos madárterületnek (IBA) nyilvánította, mivel a különféle madárfajok jelentős számú populációja fészkel a környéken. A terület komoly turisztikai vonzerővel rendelkezik, így a kommunista rendszer összeomlása után tervek születtek a terület hasznosítására, ám az 1997-es albán zavargások megakasztották a folyamatot. Mivel a természet védelmének érdekében nem engedélyezett a szúnyogirtás, így a régióban hírhedten sok a szúnyog. 2014-ben azonban megindultak a gyérítések, emiatt az albán hatóságok kezdeményezték a park rehabilitációs projektjét. Ez magában foglalta a vadászati moratóriumot, amely újjáélesztette a madárfigyelési tevékenységeket, így egyre több látogatót vonz a lagúna egyedülálló élővilága.

## Fordítás
- Ez a szócikk részben vagy egészben  a   Lagoon of Karavasta című angol Wikipédia-szócikk ezen változatának fordításán alapul.  Az eredeti cikk szerkesztőit annak laptörténete sorolja fel. Ez a jelzés csupán a megfogalmazás eredetét és a szerzői jogokat jelzi, nem szolgál a cikkben szereplő információk forrásmegjelöléseként.